# Gareth Emery
Gareth Emery (Southampton, 18 de Julho de 1980) é um DJ e produtor inglês.

## Biografia
Emery nasceu em Southampton, sendo uns dos maiores especialistas no ramo de trance e uma das pessoas mais importantes nesse gênero. Emery também veio ganhando bastante posições no ranking de maiores DJ's do mundo, tendo seu nome entre os 10 melhores, ocupando atualmente a 7ª colocação.

## Anos da descoberta (2002 - 2003)
Emery primeiro chamou a atenção em uma comunidade de música eletrônica no início de 2002, quando fez um remix da música "Nervous Breakdown" foi transmitida ao vivo pela BBC Rádio 1 quando acontecia o festival de Mardi Gras. Depois de ser ovacionado e defendido por grandes DJs, incluindo Eddie Halliwell, Pete Tong, Ornadel Guy, Scot Project e Dave Pearce, "Nervous Breakdown" foi lançada oficialmente e lançada posteriormente em uma série de compilações.

## Carreira musical (2004 - 2006)
Gareth continuou sua carreira na Dance music, embora não tivesse tão explosivo em 2003, passou a trabalhar muito e depois que sua gravadora foi extinta, começou a fazer grandes apariações em grandes discotecas do Reino Unido e com o Tangled Trance Fest em Vancouver. Em 2009 Gareth foi contratado pela gravadora Garuda.

## Sucesso Global (2006 - dias atuais)
Em 2006 foi o ano de Emery, dedicando-se sériamente foi conhecido mundialmente por outros DJ's. No mesmo ano Emery cria o seu programa chamado  Gareth Emery Podcast tendo muito sucesso em sua descoberta. Agora com a nova gravadora, Garuda promoveu grandes séries de noites na Manchester Sankeys SuperClub.

## Estilo
Emery tem um tipo de produção distintivo e único com a fusão do trance e do progressive. Também conhecido pelas suas diversificações de música, ele também é conhecido pelos seus set's e pelo seu podscast.

## Discografia

### 2002
- GTR - Mistral [Five AM]
- GTR - Flood Control [Influential]
- GTR - Psiclone [Influential]
- GTR vs The Shrink - Nervous Breakdown (Trance mix) [Nutrition]
- GTR vs The Shrink - Nervous Breakdown (Bootleg mix) [Nutrition]

### 2003
- CERN - The Message (produção adicional) [Five AM / ASOT]
- Cupa - Blaze [Five AM]
- Cupa - Foundation [Five AM]
- Nova - All This Love (GTR mix) [Multiply]
- CERN - Baileys (GTR dub) [Five AM]
- Quadraphonic - I Can Feel Your Love (Gareth Emery's GTR mix)

### 2004
- Wirefly - The Verdict (Gareth Emery & Mark Dedross mix) [Motion]
- Gareth Emery & Jon O'Bir - Escapade [Five AM]
- GTR - Reason To Believe (Original Mix) [Five AM]
- GTR - Reason To Believe (Gareth Emery Remix) [Five AM]
- Echano - Nothing To Live For (Gareth Emery Remix) [Motion]
- Will Holland - Magicka (Gareth Emery Remix) [Forty Five]
- Digital Delinquents - Forever (Gareth Emery Vocal / Dub mixes) [Equilibrium]

### 2005
- Zodiak - Provincial Disco (Gareth Emery Remix) [MICREC]
- DJ Sammy - L'bby Haba (Gareth Emery Remix) [Super M]
- Gareth Emery - Between Dreams [Five AM]
- Gareth Emery - Backlash [Five AM]
- Gareth Emery - Tribalism [Five AM]
- Gareth Emery - History Of A Day [Five AM]
- Lange vs Gareth Emery - This Is New York [Lange Recordings]
- Lange vs Gareth Emery - X Equals 69 [Lange Recordings]
- Gareth Emery & Jon O'Bir - Bouncebackability [Five AM]
- Emery & Kirsch - Lose Yourself [Enhanced]
- Cupa - Mass Panic (Gareth Emery Remix) [Five AM]
- Cupa - Mass Panic (Concept mix) [Five AM]
- Digital Blues - Digital Blues [Lange Recordings]
- Digital Blues - Definition [Lange Recordings]
- Nu-NRG - Dreamland (Gareth Emery vs. Brisky Remix) [Monster]

### 2006
- DT8 Project - Tomorrow Never Comes (Gareth Emery Remix) [Mondo]
- Lange vs Gareth Emery - Another You, Another Me [Vandit]
- Lange vs Gareth Emery - Back On Track (Gareth Emery Back On Breaks remix) [Lange]
- Mike Foyle - Shipwrecked (Gareth Emery remix) [Armind]
- Vinny Troia feat. Jaidene Veda - Flow (Gareth Emery Remix / Dub mix) [Curvve]
- Gareth Emery & Nicholas Bennison - Interlok [Five AM]
- Gareth Emery & Nicholas Bennison - Interlok (Gás's Dubbed Out mix) [Five AM]
- Gareth Emery & Jon O'Bir - No Way Back [Five AM]
- Gareth Emery & Jon O'Bir - Integrate [Five AM]
- Lange vs Gareth Emery - On Track [Lange]
- Lange vs Gareth Emery - Three [Lange]
- George Acosta feat. Truth - Mellodrama (Gareth Emery Remix) [Five AM]

### 2007
- Gareth Emery - More Than Anything [Five AM]
- Albert Vorne - Formentera What? (Gareth Emery Remix) [Club Elite]
- Gareth Emery pres. Runway - Outrageous [Baroque]
- Gareth Emery And Rue De Gar - Soul Symbol [Curvve Recordings]

### 2008
- DJ Orkidea - Metaverse (Gareth Emery Remix)[AVA Recordings]
- Myon And Shane 54 feat. Carrie Skipper - Vampire (Gareth Emery's Garuda Remix)[Armind]
- Gareth Emery - This Is That [Five AM Records]
- Martin Roth - Off the World (Gareth Emery Remix)[Vandit]
- Darude Ft Blake Lewis - I Ran (So Far Away) (Gareth Emery Remix)[Robbins Entertainment]
- Andrew Bennett Vs Tatana Feat. Tiff Lacey - Closer (Than A Heartbeat) (Gareth Emery Remix) [S2 Records]
- Bartlett Bros feat. Marcia Juell - Let it Flow (Gareth Emery Remix)[Lunatique]
- Stowers & Young - The Second Coming (Gareth Emery Remix) [Insight Recordings]

### 2009
- Gareth Emery - Exposure/Metropolis [Garuda]
- Bobina - Time & Tide (Gareth Emery Remix) [World Club Music]
- Above & Beyond pres. Oceanlab - Lonely Girl (Gareth Emery Remix) [Anjunabeats]
- Ronski Speed feat. Ana - The Deep Divine (Gareth Emery Remix)[euphonic]
- M.I.K.E. - Sunrise At Palamos 2009 (Gareth Emery Remix) [Garuda]
- Fabio XB & Micky VI - Make This Your Day (Gareth Emery Remix) [S107 Recordings]
- Fabio XB & Andrea Mazza - Light To Lies (Gareth Emery Remix) [S107 Recordings]
- Gaia - Tuvan (Gareth Emery Remix) [Armind]
- Gareth Emery With Emma Hewitt - I Will Be the Same [Garuda]
- Terry Ferminal & Jonas Stenberg - A Thousand Miles, Memories (Gareth Emery Edit) [High Contrast Recordings]
- Gareth Emery - The Sound Of Garuda [Garuda]
- Rosie and The Goldbug - Heartbreak (Gareth Emery Remix)

### 2010
- Gareth Emery Feat Lucy Saunders - Sanctuary [Garuda]